# Josef Kalt
Josef Kalt (* 20. September 1920; † 21. Februar 2012) war ein Schweizer Ruderer, der 1948 die olympische Silbermedaille im Zweier ohne Steuermann gewann.

## Werdegang
Josef Kalt startete wie sein Bruder Hans für den See-Club Zug und wurde von Karl Schmid trainiert. Bei der olympischen Ruderregatta 1948 auf der Themse bei Henley traten jeweils drei Boote gegeneinander an. Hans und Josef Kalt gewannen sowohl ihren Vorlauf als auch den Halbfinal vor dem australischen Zweier. Im Final trafen sie auf die Italiener Felice Fanetti und Bruno Boni und auf die Briten John Wilson und Ran Laurie. Die Briten gewannen das Rennen mit fast drei Sekunden Vorsprung auf die Schweizer, mit sieben Sekunden Rückstand erhielten die Italiener die Bronzemedaille.
Hans und Josef Kalt arbeiteten in der väterlichen Druckerei in Zug, der heutigen Kalt-Bucher Druck AG mit Sitz in Zug.